# هوانغ زيان فان
هوانغ زيان فان (13نوفمبر 1899م - 18 يناير 1982م)(المبسطة الصينية:黄现璠 البينيين :Huáng Xiàn Fán) ولد في قوانغشي الصين. مؤرخ صيني. اهتمّ بموضوعات كثيرة دون أن يستقصيها إذ أن فضوله الفكري كان يحمله على الانتقال من موضوع إلى موضوع بسرعة شديدة.

## دراسته وعمله
تخرج من جامعة بكين في العام 1932. بعد حصوله على درجة ماجستير في تاريخ عام 1935 منها، وأصبح باحثًا في جامعة طوكيو عام 1936 و1937. واصبح أستاذًا لتاريخ علم الإنسان في جامعة صن يات سين عام 1941. وعمل في جامعة قوانغشي بين العامين 1953 و1982. توفي في شهر يناير مِن سنة 1982 في قوانغشي الصين.

## حياته المهنية
عاد هوانغ زيان فان في نوفمبر عام 1937 إلى الصين لتدريس التاريخ كأستاذ في جامعة سون يات سين في مقاطعة قوانغشي وفي جامعة قوانغشي العادية في مدينة غويلين. كرس هوانغ زيان فان نفسه لدراسة الأنثروبولوجيا والفولكلور الصينيين. كان هوانغ أول أستاذ جامعي ينتمي لعرق التشوانغ في الصين وأول أستاذ جامعي لمدينة شانغزو. عُيِّنَ هوانغ خلال مسيرته الأكاديمية كباحث في معهد قوانغشي التعليمي حيث تولى عمادة القسم الصيني وأمانة جامعة قوانغشي. عمل كذلك مديرًا للمكتبات في جامعة قوانغشي العادية.
انتُخِب البروفيسور هوانغ زيان فان مديرًا لجمعية الشعب الصيني التي تعمل على إنشاء صداقات مع الدول الأجنبية في مجلسها الأول بعد تأسيس جمهورية الصين الشعبية في عام 1949. كان هوانغ الممثل الوحيد من الدوائر الثقافية والتعليمية في قوانغشي. انتُخِبه بعد عام 1954 ممثلاً لأول مؤتمر وطني لنواب الشعب وأحد أعضاء لجنة الشؤون العرقية التابعة للمجلس الوطني لنواب الشعب الصيني وأمين لجنة العلاقات الثقافية الدولية التابعة للحزب الشيوعي الصيني. في الوقت نفسه، انتُخِب هوانغ أيضًا كنائب من الحكومة الشعبية لمنطقة جويكسي ذاتية الحكم التي يقطنها شعب التشوانغ، كما انتُخِب عضوًا في مجلس مقاطعة قوانغشي.
عارض هوانغ خلال «حملة المائة وردة» سياسة التعليم للحزب الشيوعي، وذلك في الأعوام 1956-1957، ولكن تغير المناخ بعد ذلك فجأةً مع ظهور الحركة المناهضة لليمين. وقف هوانغ في عام 1957 ورأسه منحني أمام جمعيات لا حصر لها للاعتراف بجرائمه ضد الشعب. هاجمته مئات المقالات كتبت العديد منها من قبل زملائه وبعضها كان تدليسًا قاسيًا. اتُّخِذ في 1 فبراير من عام 1958 قرار في الدورة الخامسة للمجلس الوطني الأول لنواب الشعب بإزالة عضوية السيد فاي زياو تونغ وهوانغ زيان فان وأو باي تشوان من لجنة الشؤون العرقية التابعة للمجلس الوطني لنواب الشعب الصيني. صُنِّف هوانغ خطأً ضمن اليمينين الخمسة الكبار (هوانغ زيان فان وزيانغ دا ولي هاي سونغ ووانغ تشونغ مين وتشن مينغتسيا) وأصبح أكبر يميني في التاريخ الصيني. تعرّض هوانغ بعد اندلاع الثورة الثقافية للتعنيف الجسدي والإساءة والتعذيب من قبل الحرس الأحمر وأُجبِر على تنظيف المراحيض. أصبح هوانغ باحثًا علميًا منبوذًا ومعزولًا وغير قادر على النشر.
قامت الحكومة الصينية في عام 1979 بتصحيح كل الهويات الخاطئة لكل من سُمِّي يميني برجوازي، ليُعيَّن بعد ذلك البروفيسور هوانغ زيان فان كمستشار للرابطة العرقية الصينية ومحرر عرقي لموسوعة الصين ومستشار لمعهد يعمل على دراسات حول الأقليات الجنوبية الغربية الصينية ونائب رئيس معهد دراسات تاريخ شعب البايوي الصيني. انتُخب في وقت لاحق كعضو في لجنة المجلس الخامس للمؤتمر الاستشاري السياسي للشعب الصيني، ليساعد الحكومة الصينية خلال هذه الفترة في تصحيح الكثير من القضايا السياسية الخاطئة.
عمل هوانغ زيان فان خلال حياته في العديد من الجامعات وقام بتدريس الكثير من الطلاب. أسس في سنوات حياته الأخيرة كلية لي جيانغ وعمل رئيسًا لهذه الكلية. استضافت جامعة قوانغشي العادية في نوفمبر عام 1999 منتدى كبير بمناسبة عيد ميلاد البروفسور هوانغ زيان فان. حررت الجامعة بعد المنتدى ونشرت كتابين هما: أطروحة حول ذكرى مرور مائة عام على الأستاذ هوانغ زيان فان وكتاب مقدمة للكتب الصينية القديمة كتبه الأستاذ هوانغ زيان فان. قامت الآن جامعة قوانغشي العادية ومدرسة غويلين العليا بتأسيس منح دراسية في ذكرى الأستاذ هوانغ زيان فان.

## وصلات خارجية
- Bagui_School قوانغشي مدرسة (بالإنجليزية)
- زهوانغ دراسته ()
- هوانغ مدرسة ()